# Episodi di X-Files (terza stagione)
La terza stagione della serie televisiva X-Files è andata in onda negli Stati Uniti su FOX dal 22 settembre 1995 al 17 maggio 1996.
In Italia è stata trasmessa su Italia 1 dal 22 settembre 1996 al 3 aprile 1997. Nella sua prima trasmissione italiana non è stato seguito l'ordine cronologico originale degli episodi; in particolare, i primi due episodi sono stati trasmessi circa a metà della stagione, preceduti dall'episodio 2x25, con il quale formano una storia unica.
| nº | Titolo originale              | Titolo italiano          | Prima TV USA      | Prima TV Italia   |
| -- | ----------------------------- | ------------------------ | ----------------- | ----------------- |
| 1  | The Blessing Way              | Il rituale               | 22 settembre 1995 | 5 novembre 1996   |
| 2  | Paper Clip                    | Operazione Paper Clip    | 29 settembre 1995 | 5 novembre 1996   |
| 3  | D.P.O.                        | Fulmini                  | 6 ottobre 1995    | 22 settembre 1996 |
| 4  | Clyde Bruckman's Final Repose | Previsioni               | 13 ottobre 1995   | 22 settembre 1996 |
| 5  | The List                      | La lista                 | 20 ottobre 1995   | 29 settembre 1996 |
| 6  | 2Shy                          | Liposuzione              | 3 novembre 1995   | 29 settembre 1996 |
| 7  | The Walk                      | Fuori dal corpo          | 10 novembre 1995  | 6 ottobre 1996    |
| 8  | Oubliette                     | Rapimenti                | 17 novembre 1995  | 6 ottobre 1996    |
| 9  | Nisei                         | Autopsia di un alieno I  | 24 novembre 1995  | 26 novembre 1996  |
| 10 | 731                           | Autopsia di un alieno II | 1º dicembre 1995  | 26 novembre 1996  |
| 11 | Revelations                   | Miracoli                 | 15 dicembre 1995  | 13 ottobre 1996   |
| 12 | War of the Coprophages        | Scarafaggi               | 5 gennaio 1996    | 13 ottobre 1996   |
| 13 | Syzygy                        | Congiunzione astrale     | 26 gennaio 1996   | 20 ottobre 1996   |
| 14 | Grotesque                     | Il volto del maligno     | 2 febbraio 1996   | 20 ottobre 1996   |
| 15 | Piper Maru                    | L'ufo degli Abissi I     | 9 febbraio 1996   | 12 novembre 1996  |
| 16 | Apocrypha                     | L'ufo degli Abissi II    | 16 febbraio 1996  | 12 novembre 1996  |
| 17 | Pusher                        | Il persuasore            | 23 febbraio 1996  | 27 ottobre 1996   |
| 18 | Teso Dos Bichos               | L'urna maledetta         | 8 marzo 1996      | 27 ottobre 1996   |
| 19 | Hell Money                    | Estrazioni macabre       | 29 marzo 1996     | 19 novembre 1996  |
| 20 | Jose Chung's From Outer Space | Dov'è la verità?         | 12 aprile 1996    | 3 dicembre 1996   |
| 21 | Avatar                        | Visite in sogno          | 26 aprile 1996    | 19 novembre 1996  |
| 22 | Quagmire                      | Il mistero del lago      | 3 maggio 1996     | 21 novembre 1996  |
| 23 | Wetwired                      | Messaggi occulti         | 10 maggio 1996    | 21 novembre 1996  |
| 24 | Talitha Cumi                  | Il guaritore             | 17 maggio 1996    | 3 aprile 1997     |

## Il rituale
- Titolo italiano alternativo: Il file da non aprire (seconda parte)
- Titolo originale: The Blessing Way
- Diretto da: R.W. Goodwin
- Scritto da: Chris Carter

### Trama
Una squadra di soldati in mimetica, capitanata dall'Uomo che Fuma, è alla ricerca di Mulder e del nastro per computer creduto essere in suo possesso. Albert Hosteen e la sua famiglia vengono interrogati e picchiati, e Scully, la cui visita al carro ferroviario non l'ha condotta da nessuna parte, viene arrestata, perquisita e interrogata. Ma gli sforzi dell'Uomo che Fuma si rivelano vani. Presso la sede centrale dell'F.B.I., a Scully viene dato un permesso obbligatorio di assenza fino a quando una commissione non avrà chiarito la natura della sua insubordinazione. Dopo la lavata di testa, Scully ritorna a casa dalla sua famiglia. Dice a sua madre di aver sbagliato a contraddire i suoi superiori. Quando Scully ritorna a Washington, Frohike l'informa che Cervellone, l'hacker di computer che ha avuto accesso ai file MJ, è stato assassinato in maniera professionale da ignoti assalitori. Quando Scully avvisa Skinner delle novità, e ipotizza che Mulder e Cervellone potrebbero essere stati uccisi dagli stessi individui, Skinner si mostra interessato solo al nastro per computer scomparso.
Nel frattempo, Albert e la sua famiglia indagano su delle poiane che volano in circolo sopra il deserto del Nuovo Messico. Trovano il corpo esanime di Mulder vicino ad un tunnel dalle parti della cava. Questo viene trasportato in un hogan Navajo, una cupola di fango simile ad un igloo, dove sul suo corpo viene compiuto un rituale di guarigione chiamato La Via della Benedizione. Mentre la cerimonia avanza, l'anima di Mulder incontra un ponte che si stende attraverso due mondi. Egli incontra la visione di Gola Profonda e quella di suo padre, così come quelle degli alieni intrappolati all'interno del carro merci. Nel terzo giorno del rituale, i Navajo vedono Mulder che riprende conoscenza.

Mentre passa attraverso un posto di controllo della sicurezza presso la sede centrale dell'FBI, Scully fa suonare il metal detector. Una guardia della sicurezza avvicina una sonda alla sua nuca e di nuovo scatta l'allarme. Confusa, Scully va al laboratorio medico, dove un dottore rimuove un microchip che si trovava impiantato nel suo collo, appena sotto la pelle. Melissa convince sua sorella a far visita al Dott. Pomerantz, un ipnotista. Mentre è sotto ipnosi, Scully incontra delle visioni represse di uomini, luci ed allarmi.

Dopo essersi ripreso dal suo incontro con la morte, Mulder ritorna a casa di sua madre a Martha's Vineyard. Cerca degli indizi su suo padre e la gente con cui lavorava, certo che tali informazioni lo guideranno alla sua sorella scomparsa, Samantha.
Mentre partecipa al funerale del Sig. Mulder, Scully viene avvicinata da un uomo distinto. L'estraneo le dice che Mulder è morto, e che una squadra speciale sta per ucciderla. Più tardi, Skinner avvicina Scully fuori dal suo appartamento. I due vanno nell'appartamento di Mulder, dove una Scully molto diffidente e sospettosa estrae la pistola e chiede a Skinner di rispondere alle sue domande.
Frugando, coperti dalle tenebre, nell'appartamento di Scully, Alex Krycek e il suo aiutante incontrano Melissa e, scambiandola per la sorella, esplodono un colpo di pistola su Melissa, che crolla sul pavimento.
Mentre lo stallo tra Scully e Skinner continua, qualcuno si avvicina alla porta di ingresso dell'appartamento di Mulder. Prendendo di sorpresa Scully, Skinner riesce a disarmarla.
- Altri interpreti: Mitch Pileggi (Walter Skinner), Peter Donat (William Mulder), Floyd 'Red Crow' Westerman (Albert Hosteen), Melinda McGraw (Melissa Scully), Sheila Larken (Margaret Scully), Nicholas Lea (Alex Krycek), William B. Davis (L'Uomo che Fuma), Tom Braidwood (Melvin Frohike), Jerry Hardin (Gola Profonda), Alf Humphreys (Dott. Pomerantz), Dakota House (Eric Hosteen), Rebecca Toolan (Sig.ra Teena Mulder).
- Note: questo episodio è il seguito di Anasazi e prosegue in Operazione Paper Clip. — Nel gennaio del 1996 questo episodio insieme agli altri due è stato trasformato in un film e pubblicato in VHS col titolo X-Files: Il file da non aprire.

## Operazione Paper Clip
- Titolo italiano alternativo: Il file da non aprire (terza parte)
- Titolo originale: Paper Clip
- Diretto da: Rob Bowman
- Scritto da: Chris Carter

### Trama
Mentre lo stallo tra Scully e Skinner (dall'episodio precedente) continua, Mulder irrompe dalla porta di entrata del suo appartamento ed ordina a Skinner di lasciar cadere la propria arma. Skinner accetta, ed esibisce il disco per computer che contiene i file top secret del Dipartimento della Difesa sulla vita extraterrestre. Comprendendo che il disco è la sola prova che il trio ha per poter consegnare l'assassino del padre di Mulder alla giustizia, insiste per custodirlo lui stesso. Mulder e Scully esaminano un insieme di vecchie fotografie del Sig. Mulder con i suoi collegi statali. Con l'aiuto dei Guerrieri Solitari, Mulder e Scully identificano un uomo di nome Victor Klemper. Quest'ultimo è un criminale di guerra nazista ed un partecipante dell'Operazione Paperclip, un'operazione del governo degli Stati Uniti finalizzata a garantire un luogo sicuro ai criminali di guerra in cambio delle loro conoscenze scientifiche. Prima di intervistare Klemper, Scully viene a sapere che sua sorella Melissa è in condizioni critiche in un vicino ospedale, ma temendo un'imboscata dei sicari, Scully si unisce a Mulder nella ricerca di Klemper.
Gli agenti riescono a far ricordare all'anziano Klemper alcune informazioni, tra cui che la foto di gruppo è stata fatta alla Strughold Mining Company nella Virginia dell'ovest, ed un suo riferimento alla costante di Nepero, la base di tutti i logaritmi naturali. Quando gli agenti visitano la sgangherata miniera, scoprono delle pesanti porte di metallo costruite sul roccioso lato della montagna. Gli agenti riescono ad avere accesso digitando la costante di Nepero su un tastierino numerico. All'interno, trovano dei corridoi apparentemente senza fine di archivi contenenti documenti e campioni di tessuto di centinaia di migliaia di cittadini americani. La loro ricerca viene interrotta quando un U.F.O. scende dal cielo. Nello stesso istante una squadra del governo circonda l'edificio. I soldati sparano contro Mulder che cerca di rifugiarsi. Lui e Scully trovano una via di fuga attraverso la quale giungono alla salvezza.
Skinner va a far visita all'ospedale dove Melissa è ricoverata. Lì incontra la Sig.ra Scully, ed Albert Hosteen, che pregano per la guarigione di Melissa. Skinner è allertato da una ombrosa figura all'interno della stanza. In una buia tromba delle scale viene attaccato da Krycek e dal suo complice. I due sopraffanno Skinner e gli rubano il disco per computer.
Mulder e Scully vanno a interrogare una seconda volta Klemper, ma quando arrivano, vengono informati dall'Uomo dalle mani curate che Klemper è morto. Mulder lo riconosce per uno di quelli della foto di gruppo di suo padre. L'Uomo dalle mani curate narra come, nel 1947, era stato riportato l'avvenuto recupero di un'astronave aliena del suo occupante in seguito all'incidente di Roswell, nel Nuovo Messico. Questo evento è coinciso con l'avvio dell'Operazione Paper Clip. Mulder sospetta che Klemper sperimentasse la creazione di una super razza, un ibrido tra umani e alieni. Gli archivi immagazzinati nella montagna, Mulder comprende, sono il registro delle vaccinazioni di centinaia di milioni di americani che hanno ricevuto la vaccinazione per il vaiolo, un database del DNA, virtualmente di ogni persona nata dagli anni 50.
Skinner minaccia di smascherare l'Uomo che Fuma se dovesse succedere qualcosa a Mulder o Scully. Rivela inoltre che Albert Hosteen, che ha letto il disco per computer, ha diffuso il contenuto dei file fra la sua gente Navajo attraverso l'antica tradizione orale, capitoli e versi, file per file. Più tardi, Mulder va a trovare Scully all'ospedale, e viene a sapere che Melissa è morta durante l'operazione.
- Altri interpreti: Mitch Pileggi (Walter Skinner), Walter Gotell (Victor Klemper), Melinda McGraw (Melissa Scully), Sheila Larken (Margaret Scully), Nicholas Lea (Alex Krycek), William B. Davis (L'Uomo che Fuma), Tom Braidwood (Melvin Frohike), Dean Haglund (Richard 'Ringo' Langly), Bruce Harwood (John Fitzgerald Byers), Floyd "Red Crow" Westerman (Albert Hosteen), Rebecca Toolan (Sig.ra Teena Mulder).
- Note: questo episodio è il seguito di Anasazi e Il rituale. — Nel gennaio del 1996 questo episodio insieme ai due seguenti è stato trasformato in un film e pubblicato in VHS col titolo X-Files: Il file da non aprire.

## Fulmini
- Titolo originale: D.P.O.
- Diretto da: Kim Manners
- Scritto da: Howard Gordon

### Trama
Dopo essere stato in una sala giochi, un ragazzino viene ritrovato morto con il cuore scoppiato nel petto, come se fosse stato colpito da un fulmine. Mulder e Scully iniziano le indagini. I due agenti sono incuriositi dal fatto che ben cinque persone sono state colpite da un fulmine in una sola cittadina dell'Oklahoma. Poco tempo prima Darren Peter Oswald, un adolescente che vive nella zona, è sopravvissuto a una folgorazione e ora possiede poteri telecinetici ed è capace di attirare fulmini. Oswald prende di mira il marito di Sharon Kiveat, un'insegnante per la quale ha una cotta: manda in tilt i semafori di un incrocio in modo che l'uomo sia coinvolto in un incidente. Poi va da Sharon, sperando che la donna voglia stare con lui, ma lei fugge. Nel frattempo i sospetti di Mulder e Scully puntano proprio su Darren, dopo aver interrogato il suo amico Zero. Mulder cerca quindi di proteggere Sharon, ma lei scappa con Darren, fingendo di essere innamorata di lui, per paura che il ragazzo possa uccidere tutti con i suoi poteri. Mulder li segue e, quando Sharon gli confessa che non vuole stare con lui, Darren uccide lo sceriffo e poi viene arrestato da Mulder e Scully. Una volta in prigione, Darren viene custodito in una stanza a prova di alto voltaggio.
- Altri interpreti: Giovanni Ribisi (Darren Peter Oswald), Jack Black (Bart "Zero" Liquori), Ernie Lively (Sceriffo Teller), Karen Witter (Sharon Kiveat), Steve Makaj (Frank Kiveat), Peter Anderson (Stan Buxton), Kate Robbins (Sig.ra Oswald), Mar Andersons (Jack Hammond).

## Previsioni
- Titolo originale: Clyde Bruckman's final repose
- Diretto da: David Nutter
- Scritto da: Darin Morgan

### Trama
Mulder e Scully seguono la pista di un serial killer che sceglie le proprie vittime tra gli indovini che predicono il futuro. La polizia contatta The Stupendous Yappi, un personaggio che si è fatto conoscere nel mondo della televisione per i suoi poteri medianici. L'uomo accusa Mulder di essere scettico e, sulla scena del crimine, lo invita a uscire. Mulder e Scully incontrano Clyde Bruckman, che ha trovato il cadavere dell'ultima vittima. Scoprono che lui è un veggente, e in particolare prevede come e quando moriranno le persone. L'uomo si mostra riluttante nell'aiutarli nelle indagini perché non è sicuro dell'identità dell'assassino. Scully nutre dei sospetti su di lui e, dopo che Clyde li aiuta a trovare altri cadaveri, lei è convinta che sia un complice dell'assassino. Mulder, invece, è convinto che Clyde abbia davvero dei poteri medianici. Bruckman ha una visione nella quale il serial killer uccide Mulder. L'assassino, nel frattempo, manda un messaggio alla polizia nel quale dice di aver intenzione di uccidere proprio Clyde Bruckman, quindi l'uomo viene scortato in un hotel. Il killer, travestito da fattorino dell'albergo, entra nella stanza e uccide l'agente di scorta, tuttavia non uccide Clyde, anzi è attratto dalle sue capacità medianiche. Mulder e Scully ricreano involontariamente tutte le condizioni della visione avuta da Clyde sulla morte di Mulder, ma prima che l'assassino riesca a colpirlo, Scully lo uccide. Tornati alla camera di Bruckman, i due agenti scoprono che l'uomo, incapace di sopportare il suo "dono", si è suicidato.
- Altri interpreti: Peter Boyle (Clyde Bruckman), Stuart Charno (Killer), Jaap Broeker (The Stupendous Yappi), Frank Cassini (Detective Cline), Dwight McFee (Detective Havez), Karin Konoval (Madame Zelma), Alex Diakun (Cartomante), Greg Anderson (Fotografo).

## La lista
- Titolo originale: The List
- Diretto da: Chris Carter
- Scritto da: Chris Carter

### Trama
Un detenuto condannato a morte, Neech Manley, giura che dopo l'esecuzione tornerà dall'oltretomba per uccidere tutti i suoi nemici. Solo un suo compagno di cella conosce i cinque nomi segnati sulla sua lista nera. Mulder e Scully sono chiamati a investigare quando viene ritrovata morta una guardia carceraria, pochi giorni dopo l'esecuzione di Manley.
Il direttore del carcere è convinto che i responsabili dell'omicidio siano i detenuti che cercano di realizzare i desideri di Manley. Una delle guardie, Parmelly, consiglia a Scully di interrogare il detenuto Roque. Poco tempo dopo, in una latta di vernice ancora sigillata, viene trovata la testa di una seconda guardia. Il suo corpo verrà poi ritrovato nell'ufficio del direttore. Mulder si chiede se Neech Manley non sia realmente tornato, mentre Scully crede che i responsabili siano tra i detenuti o tra le guardie. I due agenti trovano il cadavere del boia che aveva eseguito la condanna di Manley.
Mulder e Scully decidono di interrogare l'avvocato difensore di Manley. Appena i due agenti si congedano dall'avvocato, compare una mosca che gli ronza intorno, poi appare Manley che soffoca l'avvocato. 
Mulder e Scully vanno a parlare con la moglie del condannato, che appare terrorizzata e confessa di avere una relazione con Parmelly, su cui ora si concentrano i sospetti. Mulder e Scully, con altri agenti della polizia, fanno irruzione nella casa dove la coppia convive, e qui scoprono che la donna ha sparato a Parmelly dopo che le era apparso Manley. I due agenti continuano a discutere sulla possibilità di una reincarnazione.
Quando la macchina del direttore del carcere passa accanto a loro, si intravede una mosca che gli ronza intorno. Sul sedile posteriore si materializza Neech Manley, l'auto si schianta contro un albero provocando la morte del direttore. La lista è ormai completa.
- Altri interpreti: Bokeem Woodbine (Sammon Roque), Badja Djola (Napoleon "Neech" Manley), John Toles-Bey (John Speranza), Ken Foree (Vincent Parmelly), April Grace (Danielle Manley), J. T. Walsh (Warden Leo Brodeur), Greg Rogers (Daniel Charez), Mitchell Kosterman (Fornier), Paul Raskin (Jim Ullrich).

## Liposuzione
- Titolo originale: 2Shy
- Diretto da: David Nutter
- Scritto da: Jeffrey Vlaming

### Trama
Mulder e Scully indagano sulla morte di una donna il cui corpo è stato ritrovato parzialmente digerito e coperto da un fluido gelatinoso. Si è già verificata una serie di casi analoghi: a scomparire erano sempre donne sovrappeso che frequentavano assiduamente le chat. È chiaro che il serial killer contatta le sue vittime su internet.
Scully ha un battibecco con Cross, un detective "all'antica" evidentemente contrariato per il fatto che il caso sia stato affidato a lei. Mentre si prepara a eseguire un'autopsia sul cadavere più recente, Scully scopre che il corpo si è liquefatto. Scully arriva alla conclusione che la gelatina che ricopre i cadaveri è un liquido digerente usato dall'assassino per cibarsi del grasso delle vittime. Poco tempo dopo il killer, Virgil Incanto, cerca di fissare via Internet un altro appuntamento, ma quando il suo piano fallisce esce di casa e uccide una prostituta. Gli agenti, indagando, risalgono a una donna di nome Ellen, prossimo obiettivo del serial killer. Arrivati a casa sua, Scully deve soccorrerla perché la donna è già stata aggredita da Incanto. L'assassino non è ancora uscito dall'appartamento di Ellen e assale Scully, ma Ellen riprende conoscenza, afferra la pistola di Scully e spara al suo aggressore.
- Altri interpreti: Timothy Carhart (Virgil Incanto), Catherine Paolone (Ellen Kaminsky), James Handy (Detective Alan Cross), Kerry Sandomirsky (Joanne), Aloka McLean (Jesse Landis), Suzy Joachim (Jennifer), Glynis Davies (Monica Landis), Randi Lynne (Lauren), William MacDonald (Agente Kazanjian).

## Fuori dal corpo
- Titolo originale: The Walk
- Diretto da: Rob Bowman
- Scritto da: John Shiban

### Trama
Alcuni pazienti di una clinica per veterani di guerra tentano il suicidio dopo che le loro famiglie sono state sterminate. Mulder è incuriosito dal racconto dell'ultimo tentato suicida, secondo il quale è stato un "soldato fantasma" a salvarlo dalla morte. Rappo, un veterano che ha tutti gli arti amputati, dice al suo assistente, Roach, di non preoccuparsi per la presenza dell'FBI.
Mulder e Scully parlano con l'ufficiale in comando, il generale Callahan, ma lui non si mostra disposto a collaborare con le indagini. Scully è convinta che voglia nascondere la pazzia dei suoi uomini. Appena i due se ne vanno, al generale appare il soldato fantasma e subito dopo la sua segreteria telefonica comincia a registrare messaggi inesistenti. Poi la vice-capitano, Draper, viene aggredita da una forza misteriosa e annega nella piscina della clinica. Il figlio del generale Callahan nota la presenza di un intruso in casa e mette in allarme la madre. Dopo aver trovato le sue impronte nella casa di Callahan, Mulder e Scully arrestano Roach. Lui accusa Rappo, ma Mulder e Scully ritengono impossibile il coinvolgimento del disabile.
Mentre è sotto sorveglianza, il figlio del generale viene ucciso dalla forza misteriosa. Mulder sospetta che Rappo possa controllare il proprio corpo astrale e che stia cercando di vendicarsi dei suoi superiori. Anche la moglie del generale viene uccisa, e Callahan tenta di suicidarsi, ma viene fermato e portato all'ospedale. Qui viene intrappolato nel seminterrato dallo spirito di Rappo. Arriva Mulder, che viene aggredito da Rappo. Nel frattempo ill primo veterano mancato suicida si introduce nella cella di Rappo e lo soffoca con il cuscino, salvando la vita a Mulder e a Callahan.
- Altri interpreti: Thomas Kopache (Generale Thomas Callahan), Willie Garson (Quinton "Roach" Freely), Don Thompson (Victor Stans), Nancy Sorel (Janet Draper), Ian Tracey (Leonard "Rappo" Trimble), Andrea Barclay (Sig.ra Callahan).

## Rapimenti
- Titolo originale: Oubliette
- Diretto da: Kim Manners
- Scritto da: Charles Grant Craig

### Trama
La squadra degli X-Files indaga sulla scomparsa di una ragazza, Amy Jacobs. Nel momento esatto in cui è avvenuto il rapimento, un'altra donna, Lucy, è svenuta mentre era al lavoro. All'ospedale sui vestiti di Lucy viene ritrovato il sangue di Amy. Mulder è convinto che tra le due donne esista un legame paranormale, derivante dal fatto che anche Lucy anni prima è stata rapita dallo stesso uomo. Mulder chiede aiuto a Lucy per ritrovare Amy, ma la donna è riluttante perché non vuole ripensare al suo rapimento, dopo che è riuscita a rifarsi una vita. Scully è invece convinta che Lucy sia complice del rapitore. Quando la polizia va ad arrestare Lucy, lei riesce a scappare. Gli agenti seguono le tracce del rapitore fino a un nascondiglio nella foresta, dove trovano solo Lucy, nascosta in cantina. Questo potrebbe confermare la tesi di Scully, ma Mulder rimane convinto della sua idea e riesce a farsi dire da Lucy dove si trova il rapitore: la polizia sta seguendo una pista sbagliata. Mulder e Scully si allontanano lasciando Lucy sotto la custodia di un poliziotto. I due agenti arrivano sulla sponda di un fiume, dove il rapitore sta cercando di affogare Amy. Mulder spara all'uomo e cerca di rianimare Amy, inizialmente senza risultati. Improvvisamente Amy rinviene, nello stesso momento in cui Lucy, a chilometri di distanza, chiusa dentro la macchina della polizia, esala l'ultimo respiro. L'autopsia rivela che Lucy è morta annegata.
- Altri interpreti: Tracey Ellis (Lucy Householder), Michael Chieffo (Carl Wade), Jewel Staite (Amy Jacobs), Ken Ryan (Agente Walter Eubanks), Dean Wray (Camionista), David Lewis (Agente Kreski).

## Autopsia di un alieno I
- Titolo originale: Nisei
- Diretto da: Rob Bowman
- Scritto da: Chris Carter, Howard Gordon e Frank Spotnitz

### Trama
Mulder guarda un nastro, ordinato per posta, che, presumibilmente, contiene l'autopsia di un alieno. Il video mostra un gruppo di medici giapponesi che, mentre eseguono la procedura, vengono interrotti da un gruppo di soldati armati. Mulder e Scully scoprono che il video pirata è stato registrato da Steve Zinnzser di Allentown, Pennsylvania. Quando arrivano a casa del sospetto gli agenti lo trovano morto ed un uomo giapponese scappa dalla scena del crimine. Mulder riesce a catturarlo e lo consegna a Skinner così scopre che si tratta di Kazuo Takeo, un ufficiale governativo di grado elevato del corpo diplomatico giapponese; ciò che però Mulder non consegna è la valigetta che l'uomo aveva con sé. Nella borsa Mulder trova le foto di una nave scattate da un satellite ed una lista di nomi tra i quali compaiono dei membri del Mutual UFO Network. Grazie ai Pistoleri Solitari Mulder viene a sapere che la nave è la Talapus, una nave di recupero che dopo aver passato mesi a cercare un sottomarino affondato durante la Seconda Guerra Mondiale è attraccata al porto di Newport News, Virginia.
La lista dei membri del Mutual UFO Network porta Scully da alcune donne che dicono di averla vista nel "luogo pieno di luce bianca" dove qualcuno le ha sottoposte ad esperimenti. Le donne le mostrano pezzi di metallo rimossi chirurgicamente dal dorso dei loro colli e le rivelano che una di loro, Betsy Hagopian, sta morendo di cancro.
Nel frattempo Mulder si reca in Virginia dove scopre che la Talapus non ha riportato a galla un sottomarino bensì un grande oggetto circolare che ora è tenuto nascosto in un hangar.
Dopo aver saputo da Skinner che il diplomatico giapponese è stato trovato morto, Mulder fa visita al Senatore Matheson che gli chiede la restituzione delle foto del satellite e in cambio gli consegna i nomi di quattro scienziati giapponesi uccisi. 
Mulder scopre che durante la Seconda Guerra Mondiale i quattro scienziati trovati morti facevano parte di un'équipe medica speciale, conosciuta come 731, che conduceva esperimenti sugli esseri umani, inoltre sospetta che il governo li abbia uccisi perché stavano provando a creare un ibrido umano-alieno.
Mulder si reca a Quinnimont, West Virginia, dove vede alcuni scienziati caricare qualcuno o qualcosa sulla carrozza di un treno. Nel frattempo Scully riceve la visita di Mr X che le dice di impedire a Mulder di salire su quel treno.
Mentre Mulder si prepara a saltare su una delle carrozze Scully lo chiama sul cellulare per dirgli che se salirà sul treno la sua vita sarà in serio pericolo, tuttavia, Mulder salta sul treno in corsa.
- Altri interpreti: Mitch Pileggi (Walter Skinner), Raymond J. Barry (Richard Matheson), Tom Braidwood (Melvin Frohike), Dean Haglund (Richard Langly), Bruce Harwood (John Fitzgerald Byers), Steven Williams (Mister X), Stephen McHattie (Uomo dai capelli rossi), Robert Ito (Dott. Takio Ishimaru/Shiro Zama), Gillian Barber (Penny Northern), Corrine Koslo (Lottie Holloway), Brendan Beiser (Agente Pendrell), Lori Triolo (Diane), Paul McLean (Ufficiale della Guardia Costiera), Yasuo Sakurai (Kazuo Sakurai).

## Autopsia di un alieno II
- Titolo originale: 731
- Diretto da: Rob Bowman
- Scritto da: Frank Spotnitz

### Trama
X riferisce a Scully che l'oggetto metallico rimosso chirurgicamente dalla base del suo collo costituisce la chiave di tutte le risposte che lei sta cercando.
Nel frattempo, Mulder — aggrappato precariamente al tetto di un treno diretto in Canada — si mette in salvo arrampicandosi a bordo di una carrozza. Con l'aiuto del capotreno, Mulder cerca il Dott. Shiro Zama, che sospetta essere dietro agli esperimenti. Ma l'Uomo dai Capelli Rossi (un assassino che ha ucciso il diplomatico giapponese nel precedente episodio), uccide Zama e nasconde il suo cadavere all'interno di un bagno.
Con l'aiuto dell'agente Pendrell, Scully viene a sapere che l'innesto raccoglie informazioni e replica artificialmente i processi mentali di una persona. Pendrell scopre il nome del produttore del chip, una ditta giapponese, e rintraccia una consegna fatta al Dott. Zama al Centro di Ricerca per la malattia di Hansen in Virginia. Scully tenta di contattare Mulder tramite cellulare per comunicargli ciò che ha scoperto, ma a sua insaputa, Mulder ha perso il telefono quando è saltato sul treno. Scully si reca al centro di ricerca, dove incontra Escalante, un uomo deformato in modo orribile. Escalante le spiega che il centro una volta era una colonia di lebbrosi, ma tutti i componenti dello staff, compreso Zama, erano fuggiti all'arrivo delle squadre della morte che avevano il compito di uccidere i pazienti. Escalante veniva curato per la lebbra, ma centinaia di altri pazienti erano internati nel campo con sintomi che assomigliavano a quelli della malattia. Le creature venivano tenute lontano dagli altri pazienti e apparentemente torturati.
Nel frattempo, Mulder trova il corpo di Zama nel bagno. Viene aggredito all'improvviso dall'Uomo dai Capelli Rossi. Con l'aiuto del capotreno Mulder riesce a sopraffare il killer. L'Uomo dai Capelli Rossi sostiene che la carrozza quarantena contiene un congegno esplosivo che è stato installato da Zama nel caso egli non avesse potuto arrivare in Canada con la creatura. Mulder ed il suo prigioniero non sono in grado di uscire dalla carrozza per timore che aprire la porta senza il giusto codice di accesso possa far esplodere la bomba.
Scully viene catturata da alcuni soldati e condotta davanti ad un Anziano, un membro del Consorzio. Egli spiega come Zama - un brillante scienziato il cui vero nome è Ishimaru - si era nascosto negli Stati Uniti dopo la Seconda Guerra Mondiale per continuare i suoi esperimenti. Ishimaru aveva tenuto segrete le sue scoperte, contrario a condividere il suo sapere con il governo che gli aveva concesso asilo politico. Scully e l'Anziano chiamano il numero del cellulare dell'Uomo dai Capelli Rossi e risponde Mulder. Scully crede che la creatura a bordo del treno non sia un essere alieno. È convinta che Ishimaru abbia usato la ferrovia per condurre test radioattivi segreti sui lebbrosi, i senza tetto, e sui malati di mente. Come prova, ricorda a Mulder le scuse pubbliche del Presidente per i test radioattivi segreti che furono condotti su persone innocenti fino al 1974.
La carrozza quarantena viene sganciata dal treno in una zona isolata. Mulder chiede all'Uomo dai Capelli Rossi della creatura e teorizza come Zama possa aver sviluppato un ibrido umano-alieno con una super immunità, in grado di resistere agli effetti delle armi atomiche e biologiche.
Scully analizza di nuovo il nastro dell'autopsia dell'alieno e si rende conto che Zama è stato ripreso nel video mentre digita il codice per aprire la porta della carrozza quarantena, Scully telefona a Mulder per riferirgli il codice. Prima che possa uscire dalla carrozza, Mulder viene aggredito dall'Uomo dai Capelli Rossi. Arriva X, spara all'Uomo dai Capelli Rossi e salva Mulder proprio un attimo prima che la carrozza esploda.
- Altri interpreti: Stephen McHattie (Uomo dai capelli rossi), William B. Davis (L'Uomo che fuma), Don S. Williams (Primo Anziano), Steven Williams (Mister X), Michael Puttonen (Controllore), Robert Ito (Dott. Takio Ishimaru/Shiro Zama), Colin Cunningham (Escalante), Brendan Beiser (Agente Pendrell).
- Note: al termine della sigla la classica frase: "The truth is out there" è stata sostituita con "Apology is Policy", ovvero "Le scuse sono la prassi".

## Miracoli
- Titolo originale: Revelations
- Diretto da: David Nutter
- Scritto da: Kim Newton

### Trama
Mentre indagano su un serial killer affetto da sindrome di Gerusalemme, che uccide falsi stigmatici, Mulder e Scully vengono inviati a Loveland (Ohio) a proteggere un bambino che sembra essere un vero stigmatico. 
Durante questa indagine Scully non riesce a seguire il suo solito approccio scientifico, cosa che invece risulta (stranamente) facile a Mulder.
- Altri interpreti: Kevin Zegers (Kevin Kryder), David Gallagher (David), Sam Bottoms (Michael Kryder), Kenneth Welsh (Simon Gates), Ronald Lee Ermey (Reverendo Patrick Findley), Michael Berryman (Owen Jarvis), Hayley Tyson (Susan Kryder), Leslie Ewen (Carina Maywald), Fulvio Cecere (Prete), Nicole Robert (Sig.ra Tynes).

## Scarafaggi
- Titolo originale: War of the coprophages
- Diretto da: Kim Manners
- Scritto da: Darin Morgan

### Trama
In una piccola cittadina alcune persone vengono trovate morte ricoperte da scarafaggi. Mulder arriva sul posto, e per ogni morto che trova chiama Scully - rimasta a casa - per farsi dare spiegazioni scientifiche per tutti i decessi. Mulder, andando più a fondo nel caso incontra una affascinante esperta di insetti che lavora per il governo e insieme a lei scopre che gli scarafaggi non sono esattamente di questo mondo, e nemmeno fatti di materia organica.
- Altri interpreti: Bobbie Phillips (Dr.ssa Bambi Berenbaum), Raye Birk (Dr. Jeff Eckerle), Dion Anderson (Sceriffo Frass), Bill Dow (Dr. Rick Newton), Alex Bruhanski (Dr. Bugger), Ken Kramer (Dr. Alexander Ivanov), Nicole Parker (Ragazza), A. J. Buckley ("Dude"), Tyler Labine (Ragazzo drogato).

## Congiunzione astrale
- Titolo originale: Syzygy
- Diretto da: Rob Bowman
- Scritto da: Chris Carter

### Trama
Mulder e Scully indagano su alcuni omicidi a probabile sfondo satanico a Caryl County.
Mentre Mulder è convinto che ci sia di mezzo il satanismo, Scully è molto scettica.
In effetti alla fine si scopre che un raro allineamento planetario ha spinto due ragazze, Margi e Terri, nate il 12 gennaio 1979, ad uccidere.
- Altri interpreti: Dana Wheeler-Nicholson (Detective Angela White), Wendy Benson-Landes (Margi Kleinjan), Lisa Robin Kelly (Terri Roberts), Ryan Reynolds (Jay "Boom" DeBoom), Garry Davey (Bob Spitz), Denalda Williams (Madame Zirinka), Gabrielle Miller (Brenda Jaycee Summerfield), Tim Dixon (Dott. Richard W. Godfrey), Russel Porter (Scott Simmons).
- Note: Ad un certo punto dell'episodio Mulder si reca da un'astrologa la quale sostiene che l'allineamento dei pianeti Mercurio, Marte e Urano è una brutta cosa e che può succedere di tutto come in un film di Chuck Norris. Curiosamente l'attore Norris è citato solamente nella versione italiana dell'episodio mentre nella versione originale si parla di un film di Irwin Allen.

## Il volto del Maligno
- Titolo originale: Grotesque
- Diretto da: Kim Manners
- Scritto da: Howard Gordon

### Trama
Gli agenti Mulder e Scully sono assegnati a un caso di omicidi seriali a cui lavora anche l'ex mentore di Mulder, il profiler dell'FBI Bill Patterson. L'assassino sembra essere posseduto da una forza demoniaca, e nonostante il suo arresto le morti continuano. Mulder è sempre più coinvolto nel caso, mentre Skinner e Scully sono preoccupati per la sua situazione psicologica.
- Altri interpreti: Mitch Pileggi (Walter Skinner), Kurtwood Smith (Bill Patterson), Levani Outchaneichvili (John Mostow), Greg Thirloway (Agente Nemhauser), Susan Bain (Agente Sheherlis), Kasper Michaels (Agente giovane), Zoran Vukelic (Modello).

## L'ufo degli Abissi I
- Titolo originale: Piper Maru
- Diretto da: Rob Bowman
- Scritto da: Frank Spotnitz e Chris Carter

### Trama
Mentre una nave di salvataggio francese viene mandata per recuperare un misterioso residuato bellico della seconda guerra mondiale, l'equipaggio cade vittima di una stranissima malattia e Mulder e Scully vengono mandati ad indagare. Il caso diventa sempre più torbido quando una faccia familiare entra in contatto con i due agenti, e quando la vita di Skinner è messa in grave pericolo.
- Altri interpreti: Mitch Pileggi (Walter Skinner), Nicholas Lea (Alex Krycek), Robert Clothier (Christopher Johansen), Ari Solomon (Gauthier), Kimberly Unger (Joan Gauthier), Jo Bates (Jeraldine Kallenchuk), Morris Panych (Uomo dai capelli grigi), Lenno Britos (Luis Cardinal), Stephen E. Miller (Wayne Morgan), Paul Batten (Dott. Seizer), Tom Scholte (Johansen giovane), Tegan Moss (Dana Scully giovane).

## L'ufo degli Abissi II
- Titolo originale: Apocrypha
- Diretto da: Kim Manners
- Scritto da: Frank Spotnitz e Chris Carter

### Trama
Mentre Mulder tenta di scoprire la causa e la natura della strana malattia dell'equipaggio francese mandato a recuperare il relitto sepolto negli abissi, molte figure governative provano a vanificare i suoi sforzi. Quando Skinner si salva dalla sparatoria in cui è stato coinvolto, Scully scopre che il vice-direttore è ancora in pericolo, minacciato dagli uomini che hanno ucciso sua sorella.
- Altri interpreti: Mitch Pileggi (Walter Skinner), Nicholas Lea (Alex Krycek), William B. Davis (L'Uomo che fuma), John Neville (L'Uomo dalle mani curate), Don S. Williams (Primo Anziano), Lenno Britos (Luis Cardinal), Tom Braidwood (Melvin Frohike), Dean Haglund (Richard Langly), Bruce Harwood (John Fitzgerald Byers), Brendan Beiser (Agente Pendrell), Kevin McNulty (Agente Brian Fuller), Suleka Mathew (Agente Linda Caleca), Barry Levy (Dottore della marina), Dmitry Chepovetsky (Bill Mulder giovane), Craig Warkentin (Uomo che fuma giovane).

## Il persuasore
- Titolo originale: Pusher
- Diretto da: Rob Bowman
- Scritto da: Vince Gilligan

### Trama
Pusher è un criminale che ha la capacità di modificare la volontà altrui tramite una sorta di ipnotismo, e tramite essa riesce sempre a fuggire di prigione o inficiare i processi a suo carico. Non sarà facile per Mulder e Scully cercare di non cadere nelle sue trappole.
- Altri interpreti: Mitch Pileggi (Walter Skinner), Robert Wisden (Robert Patrick Modell), Vic Polizos (Agente Frank Burst), Roger R. Cross (Membro della SWAT), Steve Bacic (Agente Collins), Darren Lucas (Comandante della SWAT).
- Note: nella scena in cui Modell si introduce nella sede dell'FBI, compaiono in un cameo non accreditato Dave Grohl e sua moglie Jennifer Youngblood.

## L'urna maledetta
- Titolo originale: Teso Dos Bichos
- Diretto da: Kim Manners
- Scritto da: John Shiban

### Trama
Una serie di morti si verifica subito dopo che un antico manufatto viene portato a Boston da un sito di scavi in Ecuador. Secondo Scully, le morti sembrano essere il frutto di terrorismo politico, ma Mulder sospetta qualcosa di più improbabile, una maledizione che non lascia scampo a chi profana i ritrovamenti sacri.
- Altri interpreti: Vic Trevino (Bilac), Janne Mortil (Mona Wustner), Gordon Tootoosis (Sciamano), Tom McBeath (Dr. Lewton), Ron Sauve (Tim Decker), Alan Robertson (Carl Roosevelt), Garrison Chrisjohn (Dott. Winters).

## Estrazioni macabre
- Titolo originale: Hell Money
- Diretto da: Tucker Gates
- Scritto da: Jeffrey Vlaming

### Trama
Una serie di morti misteriose di immigrati cinesi porta gli agenti Mulder e Scully alla Chinatown di San Francisco. Gli agenti vengono affiancati nelle indagini da un detective sino-americano per capire meglio la lingua e le usanze della cultura cinese, ma una cosa rimane spaventosamente chiara: da tutti i corpi sono scomparsi diversi organi interni. Mulder scoprirà che in certi locali i cinesi estraggono a sorte potenziali donatori di organi volontari a cui vengono offerti soldi in cambio di parti del corpo.
- Altri interpreti: BD Wong (Detective Glen Chao), Lucy Liu (Kim Hsin), Michael Yama (Sig. Hsin), James Hong (Uomo con faccia da duro), Doug Abrahams (Detective Neary), Ellie Harvie (Impiegata OPO[1]), Derek Lowe (Johnny Lo).

## Dov'è la verità?
- Titolo originale: Jose Chung's from outer space
- Diretto da: Rob Bowman
- Scritto da: Darin Morgan

### Trama
Dopo che una coppia sostiene di essere stata rapita dagli alieni, gli agenti Mulder e Scully cercano di arrivare alla verità, ma ognuno dei personaggi coinvolti ha una diversa versione dei fatti, che racconterà a Jose Chung, l'autore del libro "From Outer Space" in cui sono descritti, in forma romanzata e con i nomi cambiati, i dettagli di questo X-file.
- Altri interpreti: Charles Nelson Reilly (Jose Chung), William Lucking (Roky Crikenson), Daniel Quinn (Jack Schaefer), Sarah Sawatsky (Chrissy Giorgio), Jason Gaffne (Harold Lamb), Alex Diakun (Dr. Fingers), Larry Musser (Detective Manners), Jaap Broeker (Lo Splendido Yappi), Allan Zinyk (Blaine Faulkner), Michael Dobson (Sergeant Hynek), Mina E. Mina (Dott. Hand), Jesse Ventura (Man in Black 1), Alex Trebek (Man in Black 2).

## Visite in sogno
- Titolo originale: Avatar
- Diretto da: James Charleston
- Scritto da: Howard Gordon (sceneggiatura); David Duchovny e Howard Gordon (soggetto)

### Trama
Skinner, in un momento poco felice della sua vita, chiuso nella solitudine, trova una donna che sembra capirlo e passa la notte con lei. Al mattino si sveglia e la trova morta nel suo letto. Mulder e Scully cercheranno di aiutare con tutti i mezzi possibili il loro diretto superiore una volta capito che è caduto vittima di un complotto per eliminarlo.
- Altri interpreti: Mitch Pileggi (Walter Skinner), Tom Mason (Detective Waltos), Jennifer Hetrick (Sharon Skinner), William B. Davis (L'Uomo che fuma), Amanda Tapping (Carina Sayles), Malcolm Stewart (Agente Bonnecaze), Morris Panych (Uomo dai capelli grigi), Michael David Simms (Agente Senior), Tacha Simms (Jay "Jane" Cassal), Stacy Grant (Judy Fairly), Janie Woods-Morris (Lorraine Kelleher), Brendan Beiser (Agente Pendrell).

## Il mistero del lago
- Titolo originale: Quagmire
- Diretto da: Kim Manners
- Scritto da: Kim Newton

### Trama
Mulder e Scully indagano su alcune morti sospette avvenute in riva ad un lago e attribuite ad un mostro marino di nome "Big Blue". Scully non volendo dar credito alle voci scientificamente infondate cerca di far rinsavire Mulder convinto invece che il serpente marino sia l'unica causa delle morti inspiegabili. Alla fine Mulder troverà solo un caimano e dovrà arrendersi all'evidenza dei fatti circa l'esistenza di Big Blue.
- Altri interpreti: Chris Ellis (Sceriffo Lance Hindht), Timothy Webber (Dott. Paul Farraday), R. Nelson Brown (Ansel Bray), Mark Acheson (Ted Bertram), Peter Hanlon (Dott. William Bailey), Tyler Labine (Ragazzo drogato), Nicole Parker (Ragazza), Terrance Leigh (Ragazzo che nuota).

## Messaggi occulti
- Titolo originale: Wetwired
- Diretto da: Rob Bowman
- Scritto da: Mat Beck

### Trama
Il tema è quello dei messaggi subliminali, inseriti ad un campione di famiglie di una piccola città nei cavi delle loro TV di casa, che creeranno dei comportamenti aggressivi, paranoici e soprattutto omicidi. Anche Scully cade vittima di questi, ed è portata a credere che Mulder sia passato dalla parte del nemico, fino alla "tortuosa" scena finale.
- Altri interpreti: Mitch Pileggi (Walter Skinner), William B. Davis (L'Uomo che fuma), Steven Williams (Mister X), Sheila Larken (Margaret Scully), Tom Braidwood (Melvin Frohike), Dean Haglund (Richard 'Ringo' Langly), Bruce Harwood (John Fitzgerald Byers), Colin Cunningham (Dott. Stroman), Tim Henry (Uomo in abiti semplici).
- Note: si scopre il daltonismo di Mulder.

## Il guaritore
- Titolo originale: Talitha Cumi
- Diretto da: R.W. Goodwin
- Scritto da: Chris Carter (sceneggiatura); David Duchovny e Chris Carter (soggetto)

### Trama
Mulder e Scully faranno la conoscenza di Jeremiah Smith, un uomo dalle capacità curative fuori dal comune. Ben presto i due agenti si rendono conto di non avere a che fare con un semplice essere umano e di doverlo proteggere dal cacciatore di taglie alieno. In questa puntata i due agenti saranno ad un passo dal capire la vera entità della cospirazione aliena.
- Altri interpreti: Mitch Pileggi (Walter Skinner), William B. Davis (L'Uomo che fuma), Steven Williams (Mister X), Roy Thinnes (Jeremiah Smith), Brian Thompson (Cacciatore di taglie alieno), Rebecca Toolan (Teena Mulder), Jerry Hardin (Gola Profonda), Peter Donat (William Mulder).
- Note: la storia continua nell'episodio successivo Il guaritore II